# Edward Livingston Trudeau
Edward Livingston Trudeau (Nueva York, 5 de octubre de 1848 - ibídem, 15 de noviembre de 1915) fue un médico estadounidense que estableció el Sanatorio Adirondack Cottage en Saranac Lago para el tratamiento de la tuberculosis. Trudeau también estableció el Laboratorio Saranac para el Estudio de Tuberculosis, el primer laboratorio en los Estados Unidos que se dedicó al estudio de la tuberculosis. Fue un pionero de la salud pública que ayudó a establecer los principios de prevención y control de enfermedades.

## Biografía
Trudeau nació en Nueva York en una familia de médicos, hijo de Cephise (nacida Berger) y James de Berty Trudeau, de ascendencia francesa. Durante su adolescencia, su hermano mayor James contrajo tuberculosis y Edward lo cuidó hasta su muerte tres meses después. A los veinte años, se matriculó en el Colegio de Médicos y Cirujanos de la Universidad de Columbia (entonces Columbia University), completando su formación médica en 1871.
Trudeau se casó con Lottie Beare en junio de 1871 y después de una luna de miel en Europa la pareja se instaló en Long Island NY, donde Trudeau comenzó su práctica médica. Trudeau mencionó a Lottie con gran afecto en su autobiografía y destacó la fortaleza con la que se encontró con las muchas adversidades de su vida matrimonial, que incluía su larga lucha contra la tuberculosis y la muerte de tres de sus cuatro hijos. Poco después de instalarse en su nuevo hogar en Long Island, Lottie dio a luz al primer hijo de la pareja, Charlotte, a quien llamaban "Chatte."
Fue diagnosticado con tuberculosis en 1873, poco antes del nacimiento de su segundo hijo, Edward Livingston Jr, a quien llamaron "Ned". Siguiendo la idea tradicional de su época, sus médicos y amigos lo instan a cambiar de clima. Se mudó a las Montañas de Adirondack, inicialmente en el hotel Paul Smith, pasando el mayor tiempo posible al aire libre; posteriormente recuperará su salud. En 1876 se trasladó con su familia al lago Saranac y estableció una práctica médica entre los deportista, guías y campamentos madereros de la región. En 1877 Lottie dio a luz a un tercer hijo, Henry, que murió después de una breve enfermedad en el invierno de 1878 o 1879.

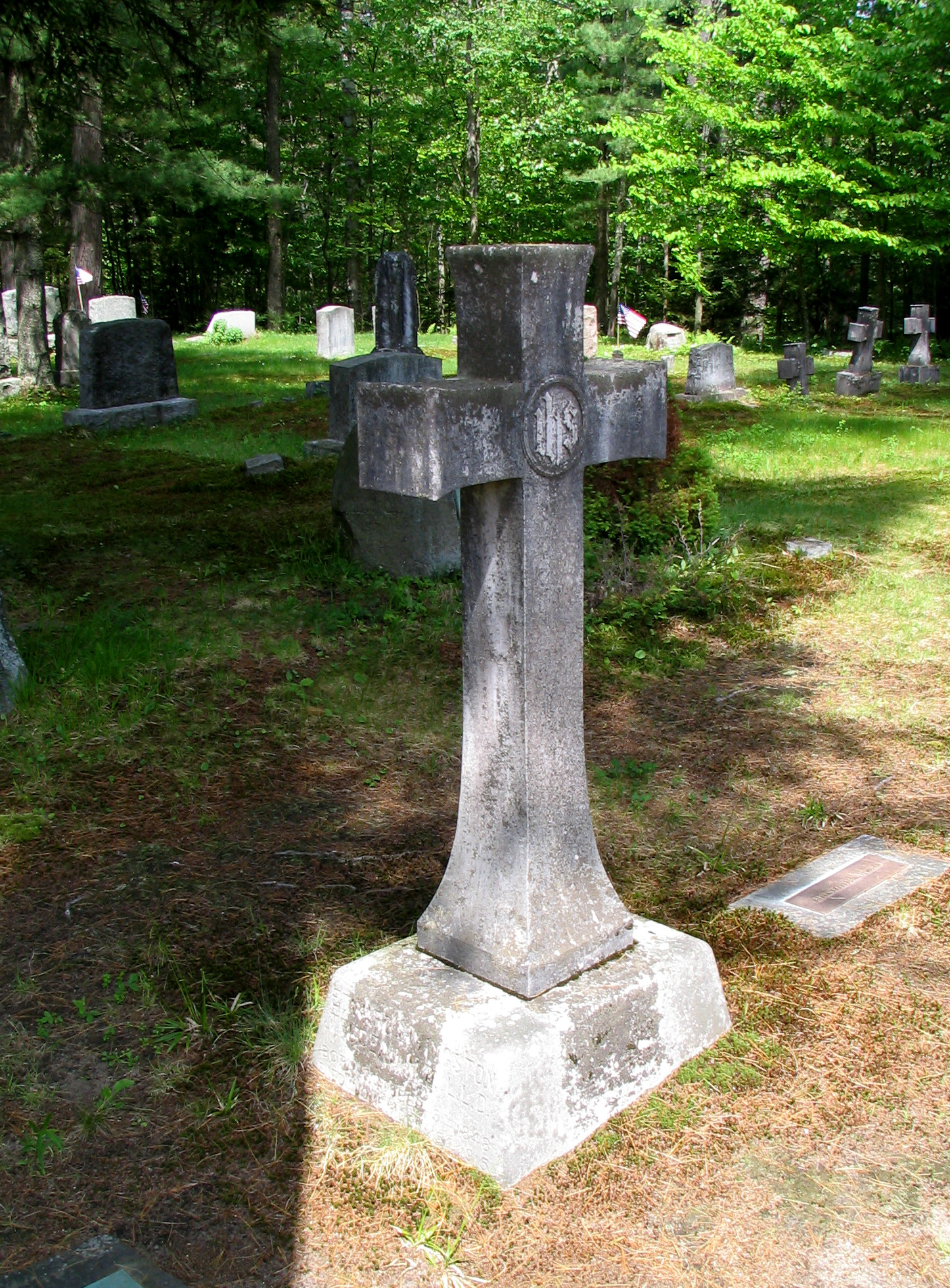
Tumba de Trudeau, S. Johns en la Iglesia Wilderness, Paul Smith, Nueva York.

En 1882, Trudeau leyó sobre el doctor prusiano Hermann Brehmer y su éxito en el tratamiento de la tuberculosis con la "cura de reposo" en frío, con el aire puro de las montañas. Siguiendo este ejemplo, fundó el Sanatorio Adirondack Cottage, con el apoyo de varios de los hombres de negocios que había conocido en Paul Smiths. En 1894, después de un incendio destruyó su pequeño laboratorio, Trudeau organizó el Laboratorio Saranac para el Estudio de la Tuberculosis con el un donativo de Elizabeth Milbank Anderson; convietiéndose en el primer laboratorio en los Estados Unidos para el estudio de tuberculosis. Rebautizado como Instituto Trudeau, el laboratorio continúa estudiando enfermedades infecciosas. Uno de los primeros pacientes de Trudeau fue el autor Robert Louis Stevenson y en agradecimiento, Stevenson obsequió a Trudeau con un sus obras, cada una dedicada con un verso diferente (los libros se perdieron más tarde en un incendio en Saranac). La fama de Trudeau ayudó a establecer Lago Saranac como el centro para el tratamiento de la tuberculosis.
Un cuarto hijo, Francis B. Trudeau, nació en 1887. Francis más tarde sucedió a su padre como director del sanatorio hasta 1954. Francis fue el único de los cuatro hijos de Trudeau que tuvo una vida plena. Charlotte (Chatte) contrajo tuberculosis a los dieciséis años mientras asistía a una escuela de niñas en la ciudad de Nueva York. Ella regresó a su casa en Lago Saranac, donde fue cuidada por sus padres durante tres años hasta su muerte en 1889. Ned se graduó en la Universidad de Yale en Medicina y Cirugía en 1900 y comenzó su práctica médica en la ciudad de Nueva York, pero murió poco después de sufrir un ataque de neumonía.
Además de su trabajo en el sanatorio, a Edward Trudeau le gustaba salir a cazar en el bosque alrededor del lago Saranac. A pesar de que su enfermedad a menudo limitó sus actividades, fue un excelente tirador y amaba el al aire libre. En años más tardíos tuvo un campamento en el lago Upper Saint Regis. Trudeau tenía muchos amigos y era activo en su comunidad, ayudando en la fundación de la iglesia episcopal St. John es en el Wilderness en Paul Smith, Nueva York, donde fue enterrado. Edward Livingston Trudeau murió en 1915.

## Legado
Trudeau puede ser considerado como el pionero de la salud pública de la era pre-antibiótica, reconociendo el papel del hacinamiento en la transmisión de enfermedades, la utilidad del aislamiento, la práctica de informar y reportar Enfermedades de Declaración Obligatoria, promover el valor del aire fresco, el ejercicio y la dieta saludable. Estos principios para la prevención y control de la enfermedad han tenido una repercusión global perdurable. Fue elegido para ser el primer presidente de la Asociación Nacional para el Estudio y Prevención de la Tuberculosis, fundada en junio de 2004.
El Instituto Trudeau, organización sin fines de lucro, es un centro de investigación biomédica, descendiente directo del Laboratorio Saranac que Trudeau fundara. El 7 de octubre de 1972, una placa conmemorativa fue instalada junto al Instituto Trudeau en Isla Conejo, que se encuentra situada entre Lago Spitfire y Upper Saint Regis Lago de Brighton, Nueva York. Esta placa honorífica alude a un experimento histórico de Trudeau, donde conejos fueron inyectados con tuberculosis "para determinar el efecto del medio ambiente sobre la influencia y el progreso" de la enfermedad. Isla Conejo es de propiedad privada y los turistas no se animan a visitarla.
El 12 de mayo de 2008, el Servicio Postal de los Estados Unidos emitió un sello de 76 centavos con la imagen de Trudeau, siendo parte de la Serie de Americanos distinguidos. Una inscripción lo identifica como un "phthisiologist" (término actualmente obsoleto para un especialista en tuberculosis).
Entre sus descendientes destaca el dibujante Garry Trudeau, su bisnieto.